# Заполярний район
Заполярний район (рос. Заполярный район) — адміністративна одиниця Ненецького автономного округу у складі Архангельської області Російської Федерації. До складу району входять 1 міське та 18 сільських поселень.
Адміністративний центр — робітниче селище Іскатєлєй.
Єдиний район Ненецького автономного округу, відповідно охоплює усю територію останнього за винятком території міського округу міста Нар'ян-Мар.

## Склад району
Район складається з 1 міського та 18 сільських поселень.
Міське поселення:
- робітниче селище Іскатєлєй

Сільські поселення:
- селище Амдерма;
- Андезька сільрада — включає село Андег;
- Великовисочна сільрада — включає село Великовисочне, присілки Лабозьке, Пилемець, Тошвіска, Щеліно.
- Канинська сільрада
- Карська сільрада
- Колгуєвська сільрада (центр - селище Бугрино)
- Коткинська сільрада
- Малоземельська сільрада
- Омська сільрада
- Песька сільрада
- Приморсько-Куйська сільрада
- Пустозерська сільрада
- Тельвісочна сільрада
- Тіманська сільрада
- Хорей-Верська сільрада
- Хоседа-Хардська сільрада
- Шоїнська сільрада
- Юшарська сільрада